# キャンディークラッシュ
『キャンディークラッシュ』（英語：Candy Crush Saga）は、キング・デジタル・エンターテインメントが開発、運営しているFacebookアプリ及び、iOS、Android向けのマッチ3パズルゲーム。2012年4月12日にFacebookアプリ版、同年11月14日にiOS版、同年12月14日にAndroid版がリリースされた。また、2015年7月29日に発売されたMicrosoft Windows 10にプリインストールアプリとして収録されている。
基本プレイは無料で、ゲームを有利に進められるアイテムやコンティニューに課金するフリーミアムモデルを採用している。
日本における略称は『キャンクラ』。英語での表記は『Candy Crush Saga』だが、日本語のタイトル表記には"SAGA"の単語の意味を理解できない人のほうが多いため、タイトル名から省略されている。
シリーズ作品は「Candy Crush Saga」に加えて「Candy Crush Soda Saga」、「Candy Crush Jelly Saga」、「Candy Crush Friends Saga」が存在。

## 概要
同じ色のキャンディーを縦か横に3つ以上つなげると消えるというマッチ3ゲーム。同時に4つ以上をつなげるとスペシャルキャンディーという特殊な効果をもったキャンディーが発生する点が特徴的。各ステージにはクリア条件が設定されており、キャンディーの制限回数制限内または制限時間内にクリア条件を達成することがゲームの目的となる。1週間に1度のペースでアプリがアップデートされ、ステージが追加され続けている。プレイデータはKing社のアカウントを作成するか、Facebookでオンライン上に保存することが可能である。ただし、二つ以上のデバイスでプレイする際の挙動は保証外であり、アイテムなどが同期されなくなる場合がある。
かつてはメインステージと並行して「ドリームランド」と呼ばれるステージがあったが、king社がキャンディークラッシュの外伝作品を作り続けたために廃止された。また、近年は広告視聴でもらえるアイテムの量が増加傾向にあるため、ステージの増加数も2020年ごろからさらに加速している。
App Annieの報告によればiOS App Store及びGoogle Playにおける2013年度の全世界ゲームアプリダウンロード数で1位、売り上げ高では2位につけた。
ダウンロード回数約30億（2017年11月付）となっている。
キャンディークラッシュの全レベルの数は2014年時点で500、2020年時点では6000ほどであったが、その後更新速度が上昇したために2023年では14000レベルを超過している。
続編となる『Candy Crush Soda Saga』を、全世界リリースに先駆けて2014年6月11日からカナダ、スペイン、スウェーデン、オランダで先行配信を開始した。日本でも『キャンディークラッシュソーダ』として配信が開始された。

## ゲームシステム
格子状に区切られた画面上に様々な色のキャンディーが散りばめられた状態でゲームがスタートする。上下左右に隣り合ったキャンディーをスワイプして入れ替え、同じ色のキャンディーが3つ以上並んだ状態を作ると、それらのキャンディーが消える。その後、消えたキャンディーのマスを埋めるように画面上部から次々とキャンディーが落ちてくる。このとき、さらに同色キャンディーが3つ以上並んだ状態ができると、連鎖的にそれらのキャンディーも消える。その後、スコアに合わせて1~3つの星を獲得しつつステージクリアとなる。星3つの分よりもさらに一定数高いスコアを獲得するとシュガースターを獲得できる。

### ステージの種類
どのステージでもクリア後は必ず「シュガークラッシュ（ソーダの場合のみ「ソーダクラッシュ」)」が発動し、さらにスコアが増加する処理が行われる。

#### スコア獲得
一定スコアを獲得して一つ星以上を達成。このタイプのノルマはほとんど最初のステージでしか出てこない。これの記載にかかわらずすべてのキャンディクラッシュのステージは一つ星以上の得点を獲得しなければ、たとえほかの条件ですべてクリアしてもステージクリアと見なされず、コンティニューも有償でしかできない。ステージの色はオレンジ。

#### 一定時間内にスコア獲得
上記の「スコア獲得」で回数制ではなく時間制限制になったもの。マップ上から制限時間を5秒延長できるキャンディも降ってくる。この条件のステージはあまりにも簡単にクリアできてしまうため、2020年以降に全ステージでこの条件が廃止された。ステージの色は紫。

#### グミドラゴンをすべて落とす（旧:材料をすべて落とす）
グミドラゴンがマップ上に存在するが、キャンディーとマッチングできないので、指定のエリアにグミドラゴンを移動させると、グミドラゴンは消滅し、ノルマ達成にカウントされる。グミドラゴンは2023年に材料（ドングリとチェリー）の二種類の同様の働きをするものが統一されたもの。ステージの色は緑。

#### ゼリーをすべて消す
マップ上のキャンディにかさばるように配置されているゼリーをマッチングですべて消す。ゼリーは二重に防御されていることもある。ステージの色は青。

#### レインボーシャワーを放つ
7116ステージから登場。レインボー上のラインが障害物で妨げられて、出口のアルミホイルの形状をしたブロックに通っていないので、一部のブロックを消して通るようにする。ラインはステージごとに決められた向きにしか動かない。ステージの色はピンク。

#### オーダー（決められた種類のブロック・キャンディ・ゼリーなどを消す）
昔は150ステージあたりから登場したが、現在はそれより前のステージにも登場。後々のステージになるとほとんどのステージのミッションがこれになる。障害物生成マシンから出るチョコレートなどを集めるときのように、邪魔になるはずのギミックを破壊するとこのミッションが達成できずに積んでしまう時もある。ステージの色はピンク。

#### 複合ミッション
これらのミッションを二つ掛け持ちしたステージも、数千ステージを突破することで登場する。この場合はステージの色がピンクになる。

### スペシャルキャンディー
4つ以上の同じ色のキャンディーを一度に消すと、スペシャルキャンディーと呼ぶ特殊な効果を持ったキャンディーが作られる。スペシャルキャンディーにはストライプ、ラッピング、カラーボムの3種類がある。スペシャルキャンディーは消すことで同時に多くのキャンディーを巻き込んで消すことができ、ステージ攻略に大きな役割を果たす。ここでは、キャンディークラッシュソーダ以降のルールも含めた解説となる。キャンディークラッシュサーガでは、カラーキャンディーは登場せず、ゼリーフィッシュもスワイプのみで作ることができない。また、ドーナツはキャンディークラッシュサーガでしか出現しない。
ストライプキャンディー
縦または横に4つのキャンディーを消すことで生まれる。縦縞と横縞の2種類のストライプキャンディーがあり、ストライプキャンディーを消すと、縦縞は縦に1列、横縞は横に1列のキャンディーを全部一気に消すことができる。
ラッピングキャンディー
L字またはT字型に5つのキャンディーを消すことで生まれる。ラッピングキャンディーを消すと爆発して周囲8マスのキャンディーも巻き込んで消え、連鎖の後、さらにもう一度爆発して消える。
カラーボム
縦または横に5つのキャンディーを消すことで生まれる。カラーボムと任意の色のキャンディーを掛け合わせると、画面上にあるその色のキャンディーすべてを消すことができる。
カラーキャンディー 
縦または横に五つのキャンディーが集まり、さらにその真ん中の列にも一つキャンディーが集まっていると生成。カラーキャンディーにも色がついており、その色と異なる色キャンディーを混ぜると、混ざったキャンディーの色をカラーキャンディーの色で塗り替えてしまう。同じ色キャンディーを混ぜると、二色の色をカラーキャンディーの色で塗り替える。
ゼリーフィッシュ（ソーダ以降）
四角型に四つ、またはそこの周りに余計に一つ付いたキャンディーが集まると生成。フィッシュの色と同じ色でスワイプするとフィッシュが自動的に場所を一か所狙って消してくれる。

ストライプキャンディーを作る動かし方の例
ラッピングキャンディーを作る動かし方の例
カラーボムを作る動かし方の例

#### ミックス
2つの隣り合ったスペシャルキャンディーは色に関係なくミックスして消すことができる。そのとき、スペシャルキャンディーの組み合わせによってさまざまな効果を発揮する。
ストライプ + ストライプ
縦と横の両方それぞれ1列まとめて消す。縦縞同士、横縞同士でも可。
ストライプ + ラッピング
縦と横の両方それぞれ3列まとめて消す。縦縞、横縞いずれでも同じ。
ラッピング + ラッピング
大爆発を起こし周囲2列の計24マスを消す。連鎖の後さらにもう一度大爆発して消える。
カラーボム + ストライプ
ストライプキャンディーと同じ色の画面上にあるキャンディーをすべてストライプキャンディーに変化させた後、それらを一気に発動させる。ストライプの向きはランダム。
カラーボム + ラッピング
ラッピングキャンディーと同じ色の画面上にあるキャンディーをすべてラッピングキャンディーに変化させた後、それらを一気に発動させる。初期は二回連続で単色のカラーボムが発動する能力であった。
カラーボム + カラーボム
画面上にあるすべてのキャンディーを消す。ただし一段階のみ。
ストライプ+ゼリーフィッシュ
ゼリーフィッシュがストライプ色になり、一か所を狙ってそのストライプ効果を発動する。
ラッピング+ゼリーフィッシュ
ゼリーフィッシュが袋に入り、一か所を狙ってそのラッピング効果を発動する。
カラーボム+ゼリーフィッシュ
カラーボムがフィッシュの色のキャンディーをすべてゼリーフィッシュにしてしまう。フィッシュ二倍のブースターを使用時はそこからさらにフィッシュの数が二倍になる。
カラーキャンディ+ゼリーフィッシュ
同様に、カラーキャンディがフィッシュの色のキャンディーをすべてゼリーフィッシュにしてしまう。同色同士で混ぜるとランダムな二色のキャンディをすべてゼリーフィッシュにする。
カラーボム+カラーキャンディ、カラーキャンディ + カラーキャンディ
固有演出が登場。カラーボム+カラーキャンディの場合はすべてのマスを4段階ほどの威力で消し、カラーキャンディ + カラーキャンディの場合は全部のキャンディを同じ色に塗ってしまう。
ゼリーフィッシュ+ゼリーフィッシュ
ゼリーフィッシュが3匹（ブースター付きの場合は6匹）生成。
カラーキャンディ+ストライプ、カラーキャンディ+ラッピング
カラーボムとは違い、どの色のストライプ/ラッピングと組み合わせても必ず二色の全キャンディをストライプ/ラッピングに塗ってしまう。
ドーナツは、ストライプ、ラッピング、カラーボム、ドーナツいずれと混ぜても統一の効果となる。この場合は通常ドーナツは三つまでしかストライプを生成しないが、混ざった場合はライン上にあるすべてのキャンディーを一直線にストライプにする。

### ドリームワールド
前述のように、かつてメインステージと並行して「ドリームワールド」と呼ばれるステージが存在した。ここではオドゥスというフクロウが三日月に乗って寝ている。基本的にメインステージと同じく上下左右に隣り合ったキャンディーをスワイプして入れ替えていくが、加えて三日月の両端に特定のキャンディーが1色ずつ2つ置かれ、プレイ画面でそれと同じ色のキャンディーをスワイプで消すと三日月が左右どちらかに傾き、オドゥスが端に追いやられる（その際は反対側にある特定のキャンディーと同じ色をスワイプして消せば戻る）。オドゥスが三日月から落ちるとスワイプ回数が残っていてもゲームオーバーとなるので、ここではオドゥスを落とさないように特定のキャンディー2色を消しながら、条件をクリアする必要がある。
オドゥスの月にあるキャンディを一定数集めると、「ムーンストラック(MOON STRUCK)」が発動してオドゥスがしばらくいなくなり、キャンディーが一色消滅したままになる。オドゥスが戻ると、その色のキャンディーは再び降り始める。
ただし、このゲームルールの導入により（旧）レベル95などの一部ステージの難易度が異様に上昇することなどからゲームバランスの調整が難しいシステムであった。2017年ごろからこの「ドリームランド」へ入るためのアイコンは削除されている。

## ブースターアイテム
- 移動回数+3回:3回以外にも様々な回数のパターンが存在。
- カラーボム
- ストライプ+ラッピング :各一個ずつ生成される。
- ゼリーフィッシュ:サーガのみ、スワイプでゼリーフィッシュを生成できない。一個消すと三匹フィッシュがマップ上からやってくるほか、フィッシュ同士も混ぜることは不可能であるが、カラーボムやストライプ、ラッピングと混ぜることは可能。滅多に起こらないことであるが、フィッシュとドーナツは混ぜることができない。
- ドーナツ:ドーナツを中心にスワイプすると、縦にスワイプした場合は横方向、横にスワイプした場合は縦方向に動きながら三つストライプを生成。もともと「ココナッツリング」と呼ばれるものであったが、見た目はそのままに名称のみが変更されたため紛らわしい。
- ロリポップキャンディ:好きな一マスを一回破壊する。クリア直前に使うことが多い。
- フリースイッチ:隣り合った二マスをスワイプ。ただしそれによるスペシャルミックスは不可。
- ラッキーキャンディ:オーダー系ステージで使用。ミステリーキャンディーとは違いかならずステージのクリアに必要なアイテムか、ストライプやロリポップ、カラーボムなどの有利になるアイテムしか生成されない。
- UFO:ランダムな三か所にラッピングを生成し、そのラッピングは直後に爆発。
- ストライプブラシ:刷毛。任意のラインの何個かのキャンディをストライプにする。
- パーティポップ:クラッカー。エリアの爆発とともに大量のブースターの生成。

## テレビCM
日本ではまず、2013年12月より多部未華子を起用したテレビCMが放映された。テレビCMの反響は大きく、App Store及びGoogle Playにおける日本でのダウンロード数ランキングの順位を大きく上げた。
また、2014年4月からは岡田准一と遠藤憲一を起用したテレビCMが放映されている。白黒の画面でシリアスな表情を浮かべた2人が、その画面に漂う緊張感とは裏腹なとぼけた会話を交わすシュールさが好評となり、同年8月には続編となるCMの放映も始まった。King Japan代表取締役の枝廣憲はこのCMの狙いを「いままでアンテナを張っていない皆さんに知ってもらうため」とし、まだ本作を知らない層にイメージを持ってもらい、拡散性を高めることが狙いだったと語っている。
2015年には関ジャニ∞が女装した「キャンジャニ」を起用した。キャンジャニは実際にCDを発売することとなった。